# 函館市立亀田中学校
函館市立亀田中学校（はこだてしりつかめだちゅうがっこう）は、北海道函館市美原三丁目にある公立中学校。

## 沿革

### 年表
- 1948年（昭和23年）5月10日 - 亀田村立亀田中学校として開校。
  - 当初、鍛神小･赤川小･桔梗小の各校舎を間借りした。
- 1962年（昭和37年）1月1日 - 町制施行に伴い、亀田町立亀田中学校に改称。
- 1971年（昭和46年）11月1日 - 市制施行に伴い、亀田市立亀田中学校に改称。
- 1973年（昭和48年）12月1日 - 函館市への編入に伴い、函館市立亀田中学校に改称。
- 1980年（昭和55年）4月1日 - 赤川中学校を分離。
- 1984年（昭和59年）4月1日 - 桔梗中学校を分離。
- 1988年（昭和63年）10月 - 現校舎落成。

## 学校行事
- 4月 始業式・入学式
- 5月 体育大会・修学旅行（3年）
- 6月 期末試験
- 7月 中体連大会・終業式

- 8月 始業式・宿泊研修（2年）・フィルドワーク（1年）
- 9月 中間試験
- 10月 生徒会役員選挙・美原祭
- 11月 期末試験・生徒総会
- 12月  終業式

- 1月 始業式・実力テスト（1、2年）・学年末テスト（3年）
- 2月 新入生説明会・授業参観
- 3月 卒業式・修了式・新入生体験入学

## 交通
- 函館バス「亀田中学校前」下車 徒歩1分。